# 灰簾石
灰簾石（かいれんせき、zoisite、ゾイサイト）は鉱物（ケイ酸塩鉱物）の一種。黝簾石（ゆうれんせき）ともいう。緑簾石の Fe3+ が Al に置き換わったものであるため従来は緑簾石グループに属するとされていたが、2006年にThomas Armbrusterを座長とする国際鉱物学連合・新鉱物命名分類委員会のチームにより、緑簾石グループの定義の一つに単斜晶系が入れられ、灰簾石は正方晶系であるために除外されることとなった。化学組成は Ca2AlAl2(Si2O7)(SiO4)O(OH)。
ケルンテン州のザウアルペ山地（現在のエバーシュタイン近郊）で1804年に鉱物商が発見し、ジグムント・ゾイスが新種の鉱物と気付いてアブラハム・ゴットロープ・ウェルナーに送った。翌1805年にヴェルナーはゾイスにちなんで命名した。この発見の事情から、「saualpite」とも呼ばれていた。
同じ化学組成で単斜晶系の鉱物は単斜灰簾石（単斜黝簾石）で、こちらは緑簾石グループに入れられている。
類縁体としては、2022年にスウェーデン・ヴェルムランド県フィリップスタード市のヤコブスベリ鉱山から発見が報告された「鉛灰簾石（Zoisite-(Pb)、[CaPb][Al3](SiO4)(Si2O7)O(OH)）)」がある。これは、灰簾石に2つ含まれるカルシウムのうち一つが鉛に置換したものである。
硬度が低いうえ完全な劈開を持ち、タンザナイトを含めて超音波洗浄をすると壊れやすいのが特徴である。

## 変種
マンガンを含むものをチューライト（thulite、桃簾石）、バナジウムを含むものをタンザナイト（tanzanite）という。

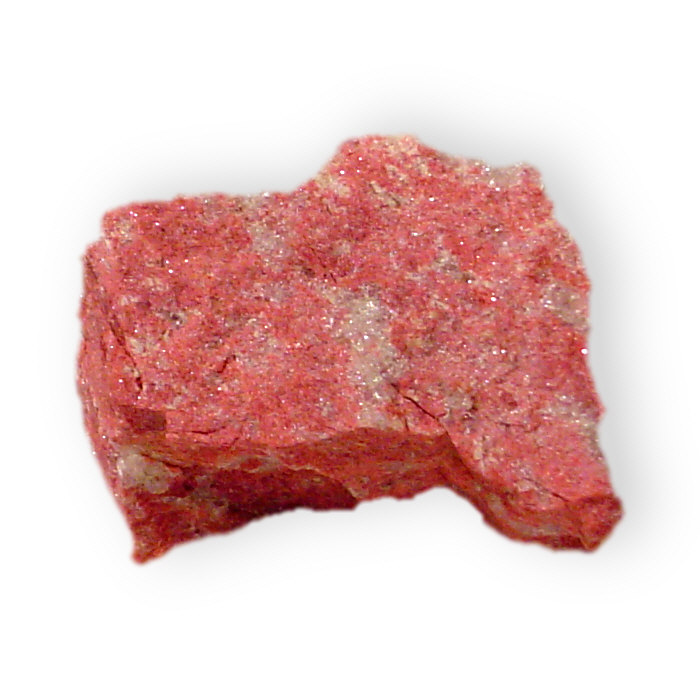
チューライト
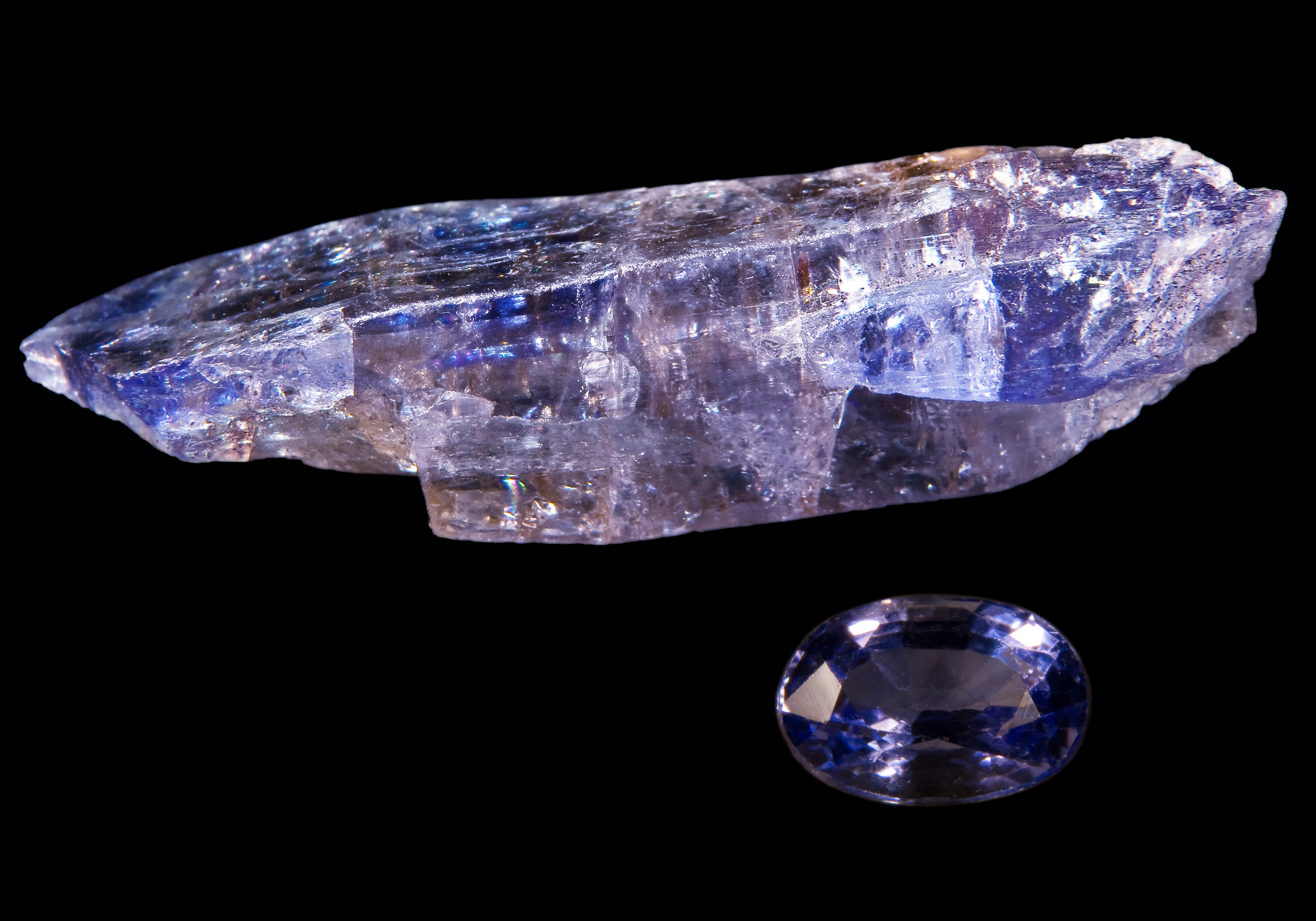
タンザナイト